# Bou Craa
Bou Craa (in arabo بوكراع‎?; in berbero: ⴱⵓⴽⵔⴰⵄ) è una città situata nel nord ovest del Sahara Occidentale nella regione di Saguia el Hamra, a 100 km a sud-est da Laâyoune. L'attività economica principale è l'estrazione dei fosfati.
La città è anche conosciuta come Bo Craa, Bu Craa o Boukraa.

## Storia
Gli spagnoli scoprirono le miniere di fosfato nel 1947. Alla partenza degli spagnoli in seguito alle decolonizzazione il Marocco invase immediatamente la parte contigua al suo territorio nazionale. La miniera, che era proprietà dell'ente nazionale spagnolo INI passò sotto controllo della società marocchina OCP Group. La prima fase della guerra fu combattuta intorno alla zona. Il controllo della miniera era importante da un punto di vista economico e fu sempre in mano al Marocco con fasi di forte disturbo e boicottaggio da parte del Fronte Polisario. La città prima dell'indipendenza era abitata da spagnoli e prevalentemente da Sahrawi, forse l'unica parte della popolazione della colonia fortemente sindacalizzata. Questa coscienza particolare diversa dalla maggioranza nomade o seminomade creò le condizioni, fin dal tempo coloniale, che molti dei primi attivisti del movimento indipendentista Harakat Tahrir e del Fronte Polisario furono lavoratori delle miniere di fosfato.

## I campi per rifugiati a Tindouf
Una daira della wilaya di Laâyoune porta il nome di Bou Craa nei campi per rifugiati di Tindouf.

## Economia

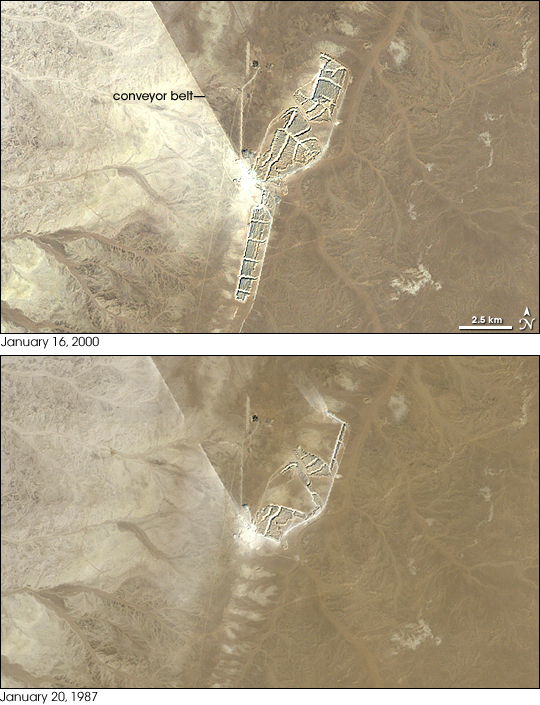
Le miniere di fosfati di Bou Craa distano circa 100 km dalla città costiera di Laâyoune, Sahara Occidentale. Due immagini mostrano le dimensioni della miniera tra il 1987 e il 2000.

Il Sahara Occidentale è conosciuto da oltre mezzo secolo per le sue attività minerarie. Bou Craa ha una miniera a cielo aperto gestita dalla società Phosboucraâ. La Phosboucraâ fu fondata come società spagnola nel 1962, faceva parte dell'INI per sfruttare le miniere locale. Con gli Accordi di Madrid del 14 novembre 1975, la società nel maggio 1977 si trasferì per il 65% sotto controllo della società marocchina OCP Group, mentre il 35% della società resta in mani spagnole. Successivamente, con la mancata partecipazione spagnola agli aumenti di capitale, si azzerò la partecipazione spagnola nel dicembre 2002. La miniera produce 1.860.000 tonnellate di fosfati (dato del 1997). La produzione è trasportata fino alla città di Laâyoune da dove viene esportata per un 45% negli Stati Uniti e per un 20% in Europa. La miniera, la più vasta del mondo su una superficie di 250 km2, è al centro di una vasta regione stimata in 1.200 km2. Il minerale estratto ha una densità pari all'85% di fosfato tricalcico.

### Il nastro trasportatore
Il trasporto a Laâyoune avviene attraverso un nastro trasportatore di oltre 100 km che è il più lungo al mondo. Durante la prima parte della guerra fra il Marocco e il Fronte Polisario, prima dell'inclusione della città nell'area del Muro marocchino, il nastro fu attaccato e bloccato più volte da soldati sahrawi e successivamente da insorti. Gli attacchi cessarono gradualmente dopo la costruzione del primo muro nel giugno del 1982 che circoscrisse il cosiddetto "triangolo utile".

### Le conseguenze della Marcia verde
Attualmente i lavoratori della miniera sono in netta prevalenza marocchini. I sahrawi sono in netta minoranza, tantoché i sindacati sahrawi e le associazioni umanitarie accusano la società proprietaria di azioni discriminatorie nei confronti degli abitanti locali.